# Ellines Ikologi
Die Ellines Ikologi (griechisch Έλληνες Οικολόγοι, Griechische Ökologen) sind eine griechische Partei. Sie wurde im Jahr 1986 vom Friedensaktivisten Dimosthenis Vergis unter dem Namen Enosi Ikologon (gr. Ένωση Οικολόγων, Union der Ökologen) gegründet. Sie wird von Beobachtern als „bizarr“ beschrieben.
Die Partei fordert unter anderem die Abschaffung von Wehr- und Wahlpflicht, die Legalisierung von Cannabis und uneingeschränkten Nudismus.
Bei Wahlen wirbt die Partei meist mit Nacktmodels. Auch Dimosthenis Vergis selbst trat im Wahlkampf ohne Bekleidung auf.
Zur Europawahl in Griechenland 2009 traten die Ellines Ikologi mit dem griechischen Sänger Nikos Katelis (Katman) auf, welcher bei der Wahl auch als Kandidat antrat. Obgleich die Partei bei dieser Wahl mit 0,61 Prozent ihr historisch bestes Ergebnis erzielte, reichte es nicht für den Sprung über die in Griechenland bei Wahlen geltende Drei-Prozent-Hürde.
Soweit bekannt, verfügten die Griechischen Ökologen nie über Mandate in Parlamenten.

## Wahlergebnisse

### Ergebnisse bei Parlamentswahlen
| Jahr             | Prozent % | Sitze | Stimmen | Spitzenkandidat    |
| ---------------- | --------- | ----- | ------- | ------------------ |
| 1993             | 0,08      | 0/300 | 5.378   | Dimosthenis Vergis |
| 1996             | 0,29      | 0/300 | 19.934  | Dimosthenis Vergis |
| 2000             | 0,30      | 0/300 | 20.466  | Dimosthenis Vergis |
| 2004             | –         | 0/300 | –       | –                  |
| 2007             | 0,02      | 0/300 | 1.740   | Dimosthenis Vergis |
| 2009             | 0,29      | 0/300 | 20.019  | Dimosthenis Vergis |
| 2012 (Mai)       | 0,00      | 0/300 | 3 / 66  | Dimosthenis Vergis |
| 2012 (Juni)      | –         | 0/300 | –       | –                  |
| 2015 (Januar)    | –         | 0/300 | –       | –                  |
| 2015 (September) | –         | 0/300 | –       | –                  |
| 2019             | 0,00      | 0/300 | 0       | Dimosthenis Vergis |
| 2023 (Mai)       | 0,00      | 0/300 | 1       | Dimosthenis Vergis |
| 2023 (Juni)      | 0,00      | 0/300 | 0       | Dimosthenis Vergis |

### Ergebnisse bei Europawahlen
| Jahr | Prozent % | Sitze | Stimmen | Spitzenkandidat    |
| ---- | --------- | ----- | ------- | ------------------ |
| 1994 | –         | 0/21  | –       | –                  |
| 1999 | 0,48      | 0/21  | 30.684  | Dimosthenis Vergis |
| 2004 | 0,54      | 0/21  | 32.956  | Dimosthenis Vergis |
| 2009 | 0,61      | 0/21  | 31.188  | Dimosthenis Vergis |
| 2014 | 0,10      | 0/21  | 5.583   | Dimosthenis Vergis |
| 2019 | 0,20      | 0/21  | 11.511  | Dimosthenis Vergis |